# Антуан Хей
Антуан Гей (нім. Antoine Hey; нар. 19 вересня 1970, Берлін, НДР) — німецький футболіст, що грав на позиції півзахисника. Після завершення кар'єри — тренер та функціонер.

## Біографія
На початку своєї кар'єри грав у Бундеслізі за «Фортуну» з Дюссельдорфа та «Шальке 04».
Потім довгий час виступав у Другій Бундеслізі, а також у командах з Англії та Кіпру.
Завершував свою кар'єру Гей у «Ноймюнстері», в якому він паралельно виконував функції футболіста та тренера.
Потім фахівець виїхав до Африки, де довгий час працював із різними збірними. Німець очолював національні команди Лесото, Гамбії, Ліберії, Кенії та Руанди.
У 2018 році Гей був призначений головним тренером основної та молодіжної збірної М'янми. У цьому ж році в рамках Чемпіонату АСЕАН 2018 підопічні німця за дивних обставин зіграли внічию з В'єтнамом. Під час матчу Гея розкритикувалиі за агресивну поведінку щодо гравців суперника та їхнього головного тренера Пак Хан Со. У грудні 2018 року Федерація футболу М'янми відправила спеціаліста у відставку, проте менш ніж за рік він повернувся на свою посаду.

## Досягнення
- Володар Кубку Кіпру (1) : 2001/02.

## Сім'я
Батько Антуана Джонні Гей також був футболістом і грав за низку німецьких клубів. Після завершення кар'єри він очолював «Вупперталер».